# Brooke Raboutou

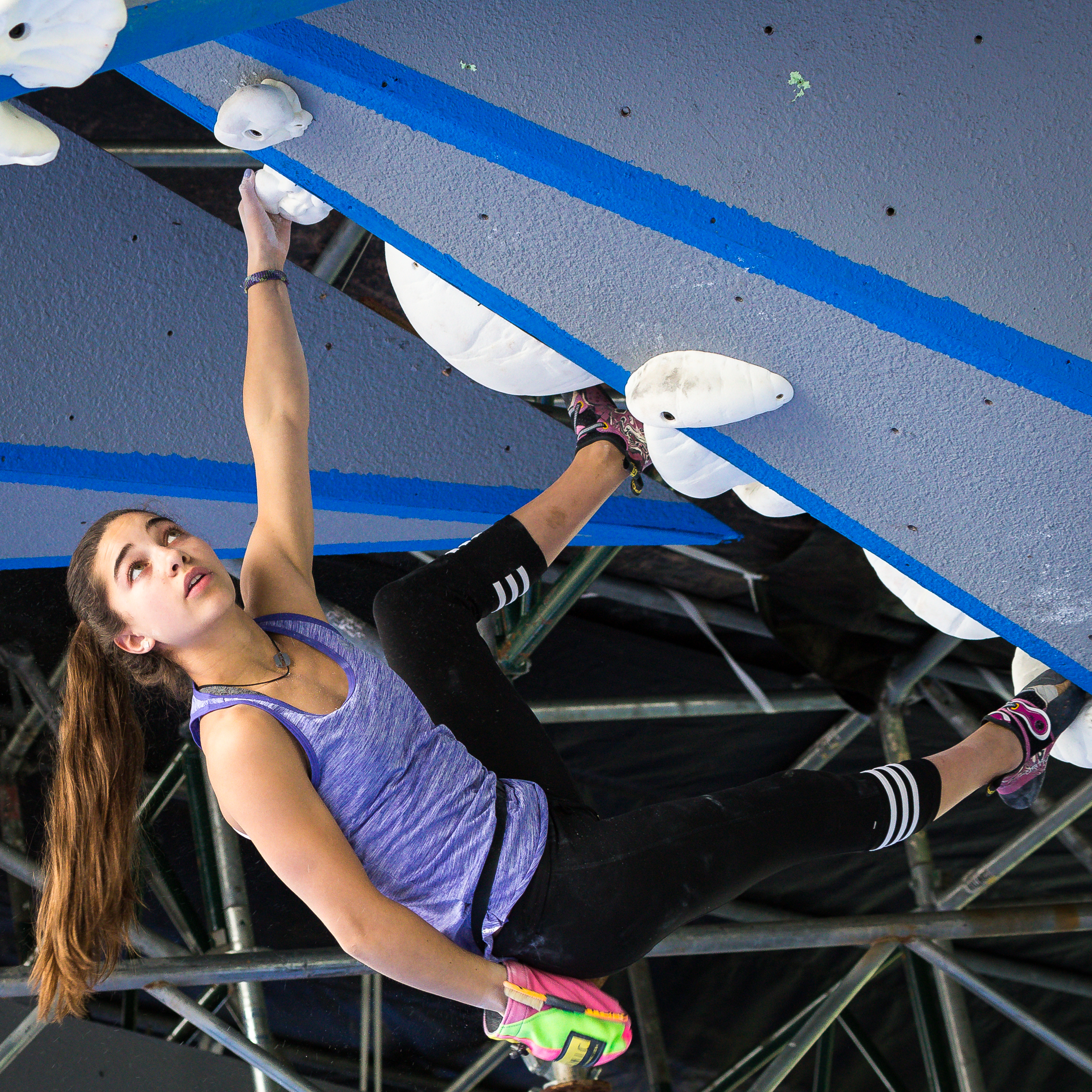
Raboutou beim Klettern im Jahr 2016

Brooke Raboutou (* 9. April 2001 in Boulder, Colorado) ist eine US-amerikanische Sportkletterin.

## Kindheit und Ausbildung
Sie ist Tochter von Robyn Erbesfield-Raboutou und Didier Raboutou, zwei ehemaligen Sportkletterern. Ihr älterer Bruder, Shawn Raboutou, klettert ebenso. Schon im Alter von zwei Jahren begann Brooke Raboutou zu klettern, mit sieben Jahren nahm sie erstmals an Wettkämpfen teil.
Nach Abschluss der High School schrieb sie sich 2018 an der Universität von San Diego für den Studiengang Marketing ein. Sie unterbrach jedoch ihr Studium, um sich auf ihre Wettkampfkarriere zu konzentrieren.

## Karriere
2016 wurde sie Jugendweltmeisterin in der Kombination; 2018 im Leadklettern. 2017 gab sie ihr Debüt im Weltcup. 2021 kletterte sie erstmals unter die ersten drei: in Salt Lake City wurde sie zweimal Dritte im Bouldern, in Innsbruck Zweite im Leadklettern. In der Saison 2022 holte sie sich weitere Podestplätze.
Durch einen neunten Platz in der Gesamtwertung der Kletterweltmeisterschaft 2019 konnte sie sich für die Olympischen Sommerspiele 2020 in Tokio qualifizieren. Dort qualifizierte sie sich als Fünfte in der Qualifikation für das Finale, wo sie insgesamt den fünften Platz belegte. In den zwei Jahren vor ihrer Olympiateilnahme wurde sie von einem Filmteam begleitet. Der daraus entstandene Film The Wall – Climb for Gold zeigt sie gemeinsam mit Janja Garnbret, Shauna Coxsey und Miho Nonaka bei den Vorbereitungen für die erste Austragung der Disziplin Klettern an den Olympischen Spielen überhaupt. Bei der Kletterweltmeisterschaft 2023 gewann sie die Bronzemedaille hinter Janja Garnbret und Oriane Bertone. Im Mai 2024 konnte sich Raboutou in der Qualifikation in Shanghai für die Olympischen Sommerspiele 2024 in Paris qualifizieren. Dort gewann sie die Silbermedaille hinter Janja Garnbret.
Auch am Fels klettert Brooke Raboutou in den höchsten Schwierigkeitsgraden, wobei sie wiederholt die jüngste Klettererin war, der gewisse Grade gelangen. Im Oktober 2023 gelang ihr mit Box Therapy als zweite Frau einen Boulder im Grad 8C+, allerdings wertete sie den Boulder ab auf 8C. Im April 2025 kletterte sie die Route Excalibur (9b+) in Italien. Sie ist damit die erste Frau, die eine Route im Grad 9b+ geschafft hat.

## Erfolge (Auswahl)

### Wettkampfklettern
- Jugendweltmeisterin in der Kombination 2016[4]
- Jugendweltmeisterin im Schwierigkeitsklettern (Lead) 2018[4]
- Fünfter Platz bei den Olympischen Sommerspielen 2020 in Tokio[7]
- Silbermedaille bei den Olympischen Sommerspielen 2024 in Paris

### Boulder

#### 8C (V15)
- Box Therapy in Rocky Mountain National Park, USA – Oktober 2023 – ursprünglich 8C+, von Raboutou abgewertet auf 8C[10]

#### 8B+ (V14)
- Direct North in Buttermilks, USA – Februar 2025
- Iur in Val Bavona, Schweiz – Januar 2022[12]
- Trieste in Red Rocks, Nevada, USA – Dezember 2021[13]
- Jade im Rocky-Mountain-Nationalpark, USA – September 2020[14]
- Muscle Car in Coal Creek, USA – Mai 2020

#### 8B (V13)
- Spectre in Buttermilks, USA – März 2025
- La Proue in Cresciano, Schweiz – Januar 2022[12]
- Heritage in Val Bavona, Schweiz – Januar 2022[12]
- Two Ton Skeleton im Rocky-Mountain-Nationalpark, USA – September 2020[14]

#### 8A+ (V12)
- Kings of Sonlerto in Val Bavona, Schweiz – Januar 2022[12]
- Euro Trash in Salt Lake City, USA – Mai 2021[15]

### Felsklettern

#### 9b+ (5.15c)
- Excalibur in Arco, Italien – April 2025 – als erste Frau eine Route mit Grad 9b+[11]

#### 8c+ (5.14c)
- Southern Smoke in der Red River Gorge, Kentucky, USA – 2015 – als jüngste Frau überhaupt eine Route mit Grad 8c+[3]

#### 8c (5.14b)
- Welcome to Tijuana in Rodellar, Spanien – 2012 – als jüngste Frau überhaupt eine Route mit Grad 8c[3]